# Jože Kranjc
Jože Kranjc, slovenski pisatelj in dramatik, * 4. marec 1904, Borovnica, † 7. julij 1966, Ljubljana.

## Življenje
Rodil se je kot tretji izmed šestih otrok. Nanj sta močno vplivala očetova stroga vzgoja in predvsem materin svobodomiselni pogled na življenje. Osnovno šolo je zaključil v rojstnem kraju, gimnazijo pa je obiskoval v Ljubljani. Šolal se je tudi v Zagrebu na Visoki šoli za trgovino in promet. Skupaj s prijateljem Tinetom Debeljakom sta izdajala literarni list Klasje.
Kranjc je poučeval na trgovski šoli v Zagrebu, na gimnaziji v Beli krajini in na Srednji ekonomski šoli v Ljubljani. Med vojno je bil nekaj časa v zaporu, nato je odšel v partizane.

## Delo
Večji del njegovega literarnega opusa je nastal med vojnama. V novelah realistično opisuje vsakdanje življenje mladih ljudi, njihov boj za obstanek in iskanje sreče. Kranjčeva dela so naperjena proti izkoriščevalcem  in razodevajo ljubezen do trpečih in zapostavljenih. Močan vpliv Maksime Gorkega, Knuta Hamsuna in Ivana Cankarja. Kritiki ga ocenjujejo kot skrbnega stilista. Za mladino je napisal dve pravljici, šest otroških iger in lutkarske igre.
Najraje se je ukvarjal z dramatiko. Sodeloval je s Šentjakobskim gledališčem. Njegovo najboljše delo je drama Direktor Čampa, v katerem je kritično prikazal predvojni vzgojni sistem in politično nasilje v šolah.
V letih 1933 do 1936 je z igralcem Milanom Skrbinškom vodil založbo Drama in izdajal istoimensko revijo, v kateri so izhajale tudi njegove drame in poročila o gledališču. Kranjčeve igre so pogosto uprizarjali na amaterskih odrih.

### Črtice in novele
- Noč, 1937 (COBISS)
- Sreča v temni ulici, 1955 (COBISS)
- Moj otrok in jaz, 1962 (kratka proza) (COBISS)

### Kratki romani
- Ljudje s ceste, 1931 (COBISS)

### Povest
- Pot ob prepadu (kmečka povest), 1932 (COBISS)

### Drame
- Katakombe: Igra v treh dejanjih, 1934 (COBISS)
- Detektiv Megla: Vesela igra v treh dejanjih, 1936 (COBISS)
- Direktor Čampa: Drama v petih dejanjih, 1937 (COBISS)
- Skedenj, 1937
- Konjiček brez službe: Lutkovna igrica v enem dejanju, 1949 (COBISS)
- Martin Krpan dela res: Lutkovna igrica v enem dejanju, 1949 (COBISS)
- Otročički in zajčki: Lutkovna igrica v enem dejanju, 1950 (COBISS)

### Pravljice
- Nevenka in sonce, 1954 (COBISS)